# Fête du cinéma
Pour la fête du cinéma au Liban, voir Fête du cinéma (Liban).

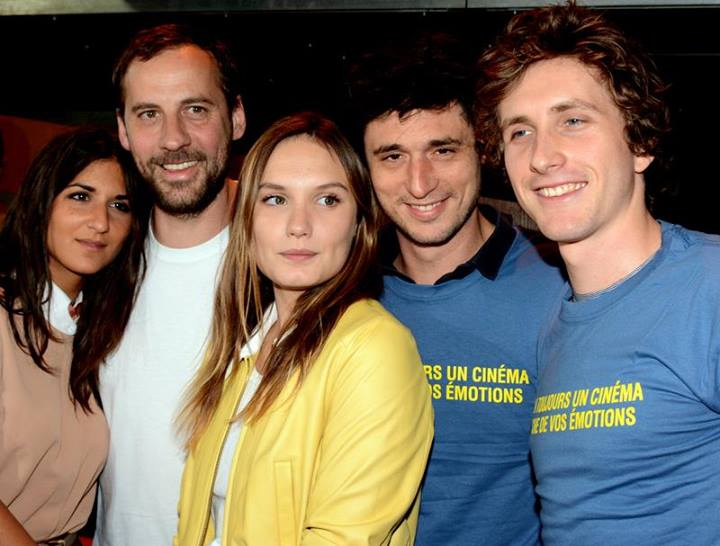
Les acteurs Géraldine Nakache, Fred Testot, Ana Girardot, Jérémie Elkaïm et Baptiste Lecaplain à Paris lors de l'ouverture de la fête du cinéma 2013.

La Fête du cinéma est une opération de promotion du cinéma ayant lieu chaque année en France, généralement au mois de juin, depuis 1985. Jusqu'en 1992, l'opération a une durée d'un jour. Elle se tient de 1993 à 2008 sur trois jours, du dimanche au mardi. De 2009 à 2011, elle dure sept jours, du samedi au vendredi, avant de repasser en 2012 à un format plus court de quatre jours, du dimanche au mercredi.
Une autre opération du même genre est organisée chaque année par la Fédération nationale des cinémas français (FNCF), une troisième a été arrêtée en 2009.
- Depuis 2000 : le Printemps du cinéma, au printemps (en mars).
- De 2004 à 2009 : la Rentrée du cinéma, à la rentrée en septembre.

## Historique
La Fête du cinéma a été lancée le 14 juin 1985 à l'initiative de la Fédération nationale des cinémas français (FNCF), conjointement avec le ministère de la Culture et l'ensemble des professions du cinéma. 
Depuis 2004, BNP Paribas est partenaire de l’opération, la banque prolonge la Fête du cinéma en mettant en jeu et distribuant des contremarques de cinéma à tarifs préférentiels pour une période donnée qui suit les festivités.
Cette manifestation a souvent programmé des films destinés surtout aux jeunes spectateurs comme : trois films de la franchise Shrek (2004, 2007, 2010), deux films des franchises à succès L'Âge de glace (2009, 2012) et Transformers (2009, 2011), ainsi que le premier de la saga Spider-man (2002). En 2011, un bilan montre que la tranche d'âge 15-19 ans représentait près du tiers des 3,7 millions d'entrées totalisées sur la « Fête » de l'année.
En 2013, la FNCF a tenté de simplifier la formule et de séduire un plus grand nombre encore de spectateurs en étrennant les réductions à 3,50 € pour tout billet sur la Fête du cinéma. Cette formule était déjà connue et pratiquée sur le Printemps du cinéma, mais pour la première fois elle a été expérimentée sur quatre jours, avec un certain succès, puisque 3,5 millions de billets ont été vendus sur la période de l'opération. Avec un pic de fréquentation sur le mercredi (jour des sorties) à 1,2 million de places achetées, dont 458 814 entrées rien que pour la seule sortie World War Z. À titre de comparaison par rapport à la Fête du cinéma 2012, l'unique opération ayant eu aussi une durée de quatre jours avant l'année 2013, c'est une progression de 27,5 % de la fréquentation.
En 2020, la fête du cinéma est annulée pour la première fois de son histoire,. Après trois mois de fermeture à cause de la pandémie de COVID-19, les cinémas rouvrent le 22 juin avec un protocole sanitaire strict. Du fait de la proximité de la réouverture par rapport aux dates habituelles de l'opération, et des conditions de distanciation sociale, la FNCF décide d'annuler la fête du cinéma, initialement prévue du 28 juin au 1er juillet. L'opération revient en 2021, avec un allongement à cinq jours et un début fixé au mercredi 30 juin, afin de coïncider avec la levée prévue des mesures de distanciation et de jauge dans les salles de cinéma.

## L'évolution des modalités
| Années      | Dénomination                                                                                         | Durée                                                                                                | Modalités de l’offre |
| ----------- | --- | --- | --- |
| 1985 à 1992 | « Le Jour le plus long du cinéma »                                                                   | 1 jour                                                                                               | Le principe de la Fête du cinéma était de fournir un carnet-passeport lors de l'achat d'une place au tarif normal et d'avoir accès, grâce à ce passeport, à toutes les séances à un tarif préférentiel de 1 franc. Le carnet-passeport appelé jusqu'en 1992 « Billet géant », était remis au spectateur uniquement pour l'achat d'une place au tarif plein. L'opération avait une durée de un jour. |
| 1993 à 2004 | « La Fête du cinéma »                                                                                | 3 jours                                                                                              | Le tarif préférentiel passe à 10 francs en contrepartie d'un allongement de la durée de l'opération à trois jours. Les 10 francs seront remplacés par 1,50 euro au changement de monnaie en 2002. |
| 2005 à 2007 | « La Fête du cinéma »                                                                                | 3 jours                                                                                              | La modalité de l'offre n'avait pas changé mais le tarif préférentiel a été augmenté à 2 euros à partir de la Fête du cinéma 2005. |
| 2008        | « La Fête du cinéma »                                                                                | 3 jours                                                                                              | Depuis cette édition, le carnet-passeport était aussi donné lors de l'achat d'une place à tarif réduit. Par exemple pour ceux qui avaient déjà des abonnements ou pour les séances qui d'habitude étaient moins chères (exemple : le lundi dans certains cinémas). |
| 2009 à 2011 | « La Fête du cinéma »                                                                                | 7 jours                                                                                              | Le tarif préférentiel passe à 3 euros en contrepartie d'un allongement de la durée de l'opération à sept jours. Le carnet-passeport est remplacé par la nouvelle Carte "Fête du Cinéma". |
| 2012        | « La Fête du cinéma »                                                                                | 4 jours                                                                                              | La durée de l'opération passe à quatre jours, le tarif préférentiel est baissé à 2,50 euros. Le carnet-passeport est remplacé cette fois par un bracelet bleu. |
| 2013 à 2014 | « La nouvelle Fête du cinéma »                                                                       | 4 jours                                                                                              | L'opération s'aligne aux niveaux modalités sur le Printemps du cinéma et offre toutes les entrées de cinéma à un tarif réduit de 3,50 euros, identique quelles que soient la salle et la séance. Le principe du carnet-passeport n'existe plus. |
| 2015 à 2019 | « La Fête du cinéma »                                                                                | 4 jours                                                                                              | La modalité de l'offre n'a pas changé mais le tarif réduit a été augmenté à 4 euros. |
| 2020        | L'opération est annulée du fait des conditions d'accueil du public, liées à la pandémie de Covid-19. | L'opération est annulée du fait des conditions d'accueil du public, liées à la pandémie de Covid-19. | L'opération est annulée du fait des conditions d'accueil du public, liées à la pandémie de Covid-19. |
| 2021        | « La Fête du cinéma »                                                                                | 5 jours                                                                                              | La durée de l'opération a été allongée à cinq jours et débute exceptionnellement un mercredi. Le tarif préférentiel reste le même. |
| 2022        | « La Fête du cinéma »                                                                                | 4 jours                                                                                              | La durée de l'opération repasse à quatre jours. Le tarif préférentiel reste le même. |
| 2023 à 2025 | « La Fête du cinéma »                                                                                | 4 jours                                                                                              | La modalité de l'offre n'a pas changé mais le tarif réduit a été augmenté à 5 euros. |

## Les différentes éditions
| Édition | Année | Dates (en juin)        | Dates (en juillet) | Nombre d'entrées vendues | Les trois premiers films en entrées sur la période de la Fête ,                  |
| ------- | ----- | ---------------------- | ------------------ | ------------------------ | -------------------------------------------------------------------------------- |
| 1re     | 1985  | 14                     |                    | 1,4 million              | La Rose pourpre du Caire, Witness, Portés disparus                               |
| 2e      | 1986  | 26                     |                    | 1,6 million              | Hitcher, Aigle de fer                                                            |
| 3e      | 1987  | 11                     |                    | 1,9 million              | Attention bandits !                                                              |
| 4e      | 1988  | 16                     |                    | 2 millions               | Le Grand Bleu                                                                    |
| 5e      | 1989  | 15                     |                    | 1,8 million              | L'amour est une grande aventure                                                  |
| 6e      | 1990  | 28                     |                    | 1,7 million              | Touche pas à ma fille, Einstein junior                                           |
| 7e      | 1991  | 27                     |                    | 1,7 million              | La Relève, Une époque formidable..., Dans la peau d'une blonde                   |
| 8e      | 1992  | 25                     |                    | 1,8 million              | Beethoven, Le Zèbre                                                              |
| 9e      | 1993  | 27, 28, 29             |                    | 2,8 millions             | Made in America, Fanfan, Tout ça… pour ça !                                      |
| 10e     | 1994  | 26, 27, 28             |                    | 2,5 millions             | Quatre mariages et un enterrement, Casque Bleu, Grosse Fatigue                   |
| 11e     | 1995  | 25, 26, 27             |                    | 2,5 millions             | Mort ou vif, La Haine, Dumb and Dumber                                           |
| 12e     | 1996  | 30                     | 1er, 2             | 3 millions               | Delphine 1, Yvan 0, Une nuit en enfer, Le Huitième Jour                          |
| 13e     | 1997  | 29, 30                 | 1er                | 4 millions               | Menteur, menteur, Le Cinquième Élément, La Vérité si je mens !                   |
| 14e     | 1998  | 28, 29, 30             |                    | 3,3 millions             | Sexcrimes, La Cité des anges, Taxi                                               |
| 15e     | 1999  | 27, 28, 29             |                    | 4,3 millions             | Matrix, Sexe Intentions, The Faculty                                             |
| 16e     | 2000  | 25, 26, 27             |                    | 3,8 millions             | Gladiator, Jet Set, Fous d'Irène                                                 |
| 17e     | 2001  |                        | 1er, 2, 3          | 3,1 millions             | Lara Croft : Tomb Raider, Le Fabuleux Destin d'Amélie Poulain, Pearl Harbor      |
| 18e     | 2002  | 23, 24, 25             |                    | 3,6 millions             | Spider-man, Blade 2, L'Auberge espagnole                                         |
| 19e     | 2003  | 22, 23, 24             |                    | 3 millions               | 2 Fast 2 Furious, Mais qui a tué Pamela Rose ?, En sursis                        |
| 20e     | 2004  | 27, 28, 29             |                    | 4,3 millions             | Shrek 2, Harry Potter et le Prisonnier d'Azkaban, Double Zéro                    |
| 21e     | 2005  | 26, 27, 28             |                    | 3,2 millions             | Madagascar, Les Poupées russes, Batman Begins                                    |
| 22e     | 2006  | 25, 26, 27             |                    | 2,8 millions             | Cars, Scary Movie 4, La Rupture                                                  |
| 23e     | 2007  | 24, 25, 26             |                    | 2,8 millions             | Shrek 3, Ocean's Thirteen, Pirates des Caraïbes : Jusqu'au bout du monde         |
| 24e     | 2008  | 29, 30                 | 1er                | 2,3 millions             | Le Monde de Narnia : Le Prince Caspian, Seuls Two, Phénomènes                    |
| 25e     | 2009  | 27, 28, 29, 30         | 1er, 2, 3          | 4,6 millions             | L'Âge de glace 3, Transformers 2, Very Bad Trip                                  |
| 26e     | 2010  | 26, 27, 28, 29, 30     | 1er, 2             | 3,2 millions             | Shrek 4, Fatal, Kiss and Kill                                                    |
| 27e     | 2011  | 25, 26, 27, 28, 29, 30 | 1er                | 3,7 millions             | Transformers 3, Kung Fu Panda 2, L'Élève Ducobu                                  |
| 28e     | 2012  | 24, 25, 26, 27         |                    | 2,7 millions             | L'Âge de glace 4, Blanche-Neige et le Chasseur, Madagascar 3                     |
| 29e     | 2013  | 30                     | 1er, 2, 3          | 3,5 millions             | Moi, moche et méchant 2, World War Z, Man of Steel                               |
| 30e     | 2014  | 29, 30                 | 1er, 2             | 3 millions               | Qu'est-ce qu'on a fait au Bon Dieu ?, Dragons 2, Transcendance                   |
| 31e     | 2015  | 28, 29, 30             | 1er                | 2,5 millions             | Les Profs 2, Jurassic World, Vice Versa                                          |
| 32e     | 2016  | 26, 27, 28, 29         |                    | 2,6 millions             | Camping 3, Le Monde de Dory, Conjuring 2 : Le Cas Enfield                        |
| 33e     | 2017  | 25, 26, 27, 28         |                    | 3,2 millions             | Transformers 5, Baywatch : Alerte à Malibu, Wonder Woman                         |
| 34e     | 2018  |                        | 1er, 2, 3, 4       | 2,7 millions             | Les Indestructibles 2, Jurassic World 2, American Nightmare 4 : Les Origines     |
| 35e     | 2019  | 30                     | 1er, 2, 3          | 3,4 millions             | Toy Story 4, Spider-Man: Far From Home, Men in Black International               |
| 36e     | 2021  | 30                     | 1er, 2, 3, 4       | 3,5 millions             | Cruella, Pierre Lapin 2 : Panique en ville, Conjuring : Sous l'emprise du Diable |
| 37e     | 2022  |                        | 3, 4, 5, 6         | 3,2 millions             | Top Gun : Maverick, Jurassic World : Le Monde d'après, Buzz l'Éclair             |
| 38e     | 2023  |                        | 2, 3, 4, 5         | 3,1 millions             | Indiana Jones et le Cadran de la destinée, Élémentaire, Miraculous : le film     |
| 39e     | 2024  | 30                     | 1er, 2, 3          | 4,6 millions             | Vice-Versa 2, Le Comte de Monte-Cristo, Un p'tit truc en plus                    |
| 40e     | 2025  | 29, 30                 | 1er, 2             | 3 millions               | F1 Le film, Dragons, Elio                                                        |
| Total   | Total | Total                  | Total              | 114,6 millions           |                                                                                  |

## Les meilleurs démarrages durant l'événement
Depuis l'édition de 2009, un mercredi (jour de sortie en France) est inclus dans les dates de la manifestation. Des films à succès en ont profité pour entrer dans le Top des 100 meilleurs démarrages du Box-office français (toutes décennies confondues).
| Class. | Titre                                       | Pays | Nombre d'entrées | Date           | Meilleurs Démarrages en France |
| ------ | ------------------------------------------- | ---- | ---------------- | -------------- | ------------------------------ |
| 1      | L'Âge de glace 3 : Le Temps des dinosaures  |      | 767 099          | 3 juillet 2009 | Classé 4e                      |
| 2      | Les Indestructibles 2                       |      | 694 361          | 4 juillet 2018 | Classé 7e                      |
| 3      | Les Minions 2 : Il était une fois Gru       |      | 603 500          | 6 juillet 2022 | Classé 17e                     |
| 4      | Shrek 4 : Il était une fin                  |      | 503 519          | 30 juin 2010   | Classé 29e                     |
| 5      | World War Z                                 |      | 458 814          | 3 juillet 2013 | Classé 38e                     |
| 6      | Spider-Man: Far From Home                   |      | 453 503          | 3 juillet 2019 | Classé 42e                     |
| 7      | Dragons 2                                   |      | 427 234          | 2 juillet 2014 | Classé 53e                     |
| 8      | Camping 3                                   |      | 410 235          | 29 juin 2016   | Classé 59e                     |
| 9      | L'Âge de glace 4 : La Dérive des continents |      | 402 081          | 27 juin 2012   | Classé 61e                     |
| 10     | Transformers 3 : La Face cachée de la Lune  |      | 337 853          | 29 juin 2011   | Classé 91e                     |